# Le Couleur
Le Couleur est un groupe franco-canadien de rock indépendant, originaire de Montréal, au Québec. Il comprend Laurence Giroux-Do, Patrick Gosselin, Steeven Chouinard.

## Histoire
En 2010, le groupe sort son premier album, Origami, qui connait un grand succès en Europe, ainsi qu'au Québec, les propulsant au sommet des palmarès des radios indépendantes québécoises. À la suite d'une rencontre avec le producteur français French Fox, Le Couleur l'approche pour produire leur prochain EP. Ils font également appel à des membres de French Horn Rebellion pour participer à sa création, ce qui donne lieu à un son qui suit les traces d'Origami tout en innovant. Avec leur son disco-pop français original, Voyage Love EP, sorti en 2013, permet au Couleur d'atteindre un nouveau niveau de reconnaissance internationale. Le groupe est invité à jouer dans un certain nombre de festivals renommés, notamment Pop Montréal, Liverpool Sound City et M for Montreal. Voyage Love est également mis en nomination pour le prix du GAMIQ dans la catégorie « meilleur EP de l'année ».
Après leur première tournée en Europe en 2014, Le Couleur sort un nouveau titre en novembre, Concerto Rock,  le premier extrait de leur futur EP Dolce Désir. Le Couleur sort son EP Dolce Désir le 17 février 2015. En 2015, le groupe est nommé et remporte le prix du GAMIQ (CA) dans la catégorie « EP de musique électronique de l'année » pour son EP Dolce Désir. 

## Discographie

### Albums studio
- 2010 : Origami (Lisbon Lux Records)
- 2016 : P.O.P. (Lisbon Lux Records)
- 2020 : Concorde (Lisbon Lux Records)

### Singles et EP
- 2008 : Petit piano électrique (Lisbon Lux Records)
- 2013 : Voyage Love EP (Lisbon Lux Records)
- 2015 : Dolce désir EP (Lisbon Lux Records)
- 2019 : Silhouette (single) (Lisbon Lux Records)
- 2020 : Concorde (single), Silenzio (single), Désert (single) (Lisbon Lux Records)

### Clips
- 2013 : Femme